# Прапор Шостки
Пра́пор Шо́стки — міський стяг Шостки. Затверджений 1996 року рішенням міської ради.

## Опис
Прапор являє собою полотнище прямокутної форми, складене з двох горизонтальних смуг (верхня блакитного кольору, а нижня зеленого). У центрі стяга зображений герб міста, автором якого є П. Сабінін. На цьому гербі у формі щита міститься стилізована шістка (у верхній частині), у вигляді намотаної плівки на чорну бобіну—шестерню. У нижній частині зображена козацька порохівниця золотого кольору.